# بيلين لوبيز
بيلين لوبيز (بالإسبانية: Belén López)‏ هي ممثلة إسبانية، ولدت في 28 مارس 1970 بإشبيلية في إسبانيا.

## وصلات خارجية
- بيلين لوبيز على موقع IMDb (الإنجليزية)
- بيلين لوبيز على موقع قاعدة بيانات الفيلم (الإنجليزية)